# Diego Simeone
Diego Pablo Simeone González , född 28 april 1970 i Buenos Aires, är en argentinsk fotbollstränare och tidigare fotbollsspelare. Simeone är sedan december 2011 huvudtränare för Atlético Madrid.

## Klubbar som spelare
- 1987-1990 - Vélez Sársfield
- 1990-1992 - Pisa
- 1992-1994 - Sevilla
- 1994-1997 - Atlético Madrid
- 1997-1999 - Inter
- 1999-2003 - Lazio
- 2003-2005 - Atlético Madrid
- 2005-2006 - Racing Club

## Klubbar som tränare
- 2006 - Racing Club
- 2006-2007 - Estudiantes
- 2007-2008 - River Plate
- 2009-2010 - San Lorenzo
- 2011 - Catania
- 2011 - Racing Club
- 2011-  Atlético Madrid